# 24 uur van Daytona 1996
De 24 uur van Daytona 1996 was de 34e editie van deze endurancerace. De race werd verreden op 3 en 4 februari 1996 op de Daytona International Speedway nabij Daytona Beach, Florida.
De race werd gewonnen door de Doyle Racing #4 van Wayne Taylor, Scott Sharp en Jim Pace, die allemaal hun eerste Daytona-zege behaalden. De GTS-2-klasse werd gewonnen door de Stadler Motorsport #55 van Enzo Calderari, Lilian Bryner, en Ulli Richter. De GTS-1-klasse werd gewonnen door de Brix Racing #5 van Rob Morgan, Charles Morgan, Joe Pezza, Jon Gooding en Irv Hoerr.

## Race
Winnaars in hun klasse zijn vetgedrukt.
| Pos. | Klasse | No. | Team                             | Coureurs                                                                                    | Chassis                    | Banden | Ronden |
| ---- | ------ | --- | -------------------------------- | ------------------------------------------------------------------------------------------- | -------------------------- | ------ | ------ |
| 1    | WSC    | 4   | Doyle Racing                     | Wayne Taylor Scott Sharp Jim Pace                                                           | Riley & Scott Mk. III      | P      | 697    |
| 2    | WSC    | 30  | Momo Corse                       | Gianpiero Moretti Bob Wollek Didier Theys Max Papis                                         | Ferrari 333 SP             | Y      | 697    |
| 3    | WSC    | 63  | Downing/Atlanta Racing           | Tim McAdam Barry Waddell Butch Hamlet Jim Downing                                           | Kudzu DLM                  | G      | 649    |
| 4    | GTS-2  | 55  | Stadler Motorsport               | Enzo Calderari Lilian Bryner Ulli Richter                                                   | Porsche 911 Carrera RSR    | P      | 649    |
| 5    | WSC    | 43  | Payne Racing                     | Ross Bentley Franck Fréon Lee Payne                                                         | Riley & Scott Mk. III      | G      | 645    |
| 6    | GTS-2  | 78  | Team A.R.E.                      | Cort Wagner Steve Dente Mike Doolin Richard Raimist                                         | Porsche 964 Carrera RSR    | Y      | 641    |
| 7    | GTS-1  | 5   | Brix Racing                      | Rob Morgan Charles Morgan Joe Pezza Jon Gooding Irv Hoerr                                   | Oldsmobile Aurora          | ?      | 641    |
| 8    | GTS-1  | 6   | Juan Dibos                       | Eduardo Dibós Chappuis Boris Said Johnny O'Connell Juan Dibos Raúl Orlandini Jorge Koechlin | Ford Mustang               | Y      | 639    |
| 9    | GTS-2  | 06  | Prototype Technology Group, Inc. | John Paul jr. Javier Quiros David Donohue Pete Halsmer                                      | BMW M3 E36                 | Y      | 638    |
| 10   | GTS-2  | 41  | AD Sport                         | Kurt Dujardyn Franco la Rosa Michel Neugarten Kurt Thiers                                   | Porsche 911 Carrera RSR    | ?      | 608    |
| 11   | GTS-2  | 45  | Doug Trott                       | Rick Bye Doug Trott John Ruther Philip Kubik Grady Willingham                               | Porsche 993                | ?      | 604    |
| 12   | GTS-2  | 99  | Rohr Corp.                       | Andy Pilgrim Larry Schumacher Harald Grohs Will Pace                                        | Porsche 911 Carrera RSR    | P      | 603    |
| 13   | GTS-1  | 00  | Agusta Racing                    | Almo Coppelli Rocky Agusta Brian Simo                                                       | Callaway Corvette          | D      | 602    |
| 14   | GTS-2  | 24  | Alex Job Racing                  | Joe Cogbill Ron Finger Johnny Rutherford Monte Shelton                                      | Porsche 911                | G      | 599    |
| 15   | GTS-2  | 86  | G&W Motorsports                  | Steve Marshall Martyn Konig Peter Chambers Danny Marshall                                   | Porsche 964 Carrera RSR    | ?      | 598    |
| 16   | GTS-2  | 73  | Jack Lewis Enterprises Ltd.      | Jack Lewis Edison Lluch Kevin Buckler Vic Rice                                              | Porsche 993 Carrera RSR    | ?      | 591    |
| DNF  | GTS-2  | 03  | Alan Friedman                    | Dirk Layer Larry Galbo Jim McCarthy Kelly Collins                                           | Porsche 911 Carrera RSR    | ?      | 577    |
| 18   | GTS-1  | 35  | Bill McDill                      | Richard McDill Tom Juckette Bill McDill                                                     | Chevrolet Camaro           | ?      | 562    |
| 19   | GTS-2  | 54  | Peka Racing                      | Jean-François Hemroulle Stéphane Cohen Paul Kumpen Albert Vanierschot                       | Porsche 993                | ?      | 560    |
| 20   | WSC    | 20  | Dyson Racing                     | Butch Leitzinger Andy Wallace Rob Dyson James Weaver                                        | Riley & Scott Mk. III      | G      | 555    |
| 21   | GTS-2  | 75  | Cameron Worth                    | Cameron Worth Roberto Tonetti Rodger Bogusz Hartmut Haussecker                              | Mazda RX-7                 | ?      | 554    |
| 22   | GTS-2  | 42  | Jarett Freeman                   | Jarett Freeman Simon Gregg Max Schmidt                                                      | Porsche 993                | P      | 546    |
| 23   | GTS-2  | 26  | Alex Job Racing                  | Charles Slater Richard Spenard Tom Hessert jr.                                              | Porsche 911                | ?      | 539    |
| 24   | WSC    | 51  | Fantasy Junction                 | Bruce Trenery Grahame Bryant Nigel Smith Jeffrey Pattinson                                  | Cannibal                   | ?      | 531    |
| 25   | GTS-2  | 68  | Tim Vargo                        | Peter Uria Brady Refenning John Maffucci Jack Refenning Tim Vargo                           | Porsche 911 Carrera        | ?      | 526    |
| 26   | GTS-1  | 47  | Larbre Competition               | Jürgen Barth Jesús Pareja Jean-Luc Chéreau Régis Schuch Jack Leconte                        | Porsche 911 GT2            | M      | 518    |
| 27   | GTS-1  | 92  | Hoyt Overbagh                    | Mauro Casadei Keith Minkhorst Andrea Garbagnati Francesco Ciani Stefano Bucci               | Chevrolet Camaro           | ?      | 477    |
| 28   | GTS-2  | 65  | GT Racing Team                   | Sam Brown Kurt Thiel Vincenzo Polli Renato Mastropietro                                     | Porsche 911 Carrera        | ?      | 477    |
| 29   | GTS-1  | 98  | Canaska/Southwind                | Price Cobb Tommy Archer Shawn Hendricks Mark Dismore Victor Sifton                          | Dodge Viper GTS-R          | M      | 472    |
| DNF  | WSC    | 8   | Support Net Racing               | Henry Camferdam Roger Mandeville Bill Auberlen Tony Kester                                  | Hawk C-8                   | ?      | 466    |
| 31   | GTS-1  | 21  | Kent Racing                      | Mauro Barella Willie Beck Alistair Davidson Huw Bolle-Jones Kent Painter                    | Chevrolet Monte Carlo      | ?      | 451    |
| DNF  | GTS-1  | 79  | Parr Motorsport/New Hardware     | Bill Farmer Robert Nearn Greg Murphy Stéphane Ortelli Alex Tradd                            | Porsche 911 GT2            | P      | 437    |
| DNF  | GTS-2  | 61  | Mark Alan                        | Mark Mehalic Chris Cervelli Phillip Collin Gragg Tracy Spencer Sharpe                       | Porsche 911 Carrera        | ?      | 428    |
| 34   | GTS-2  | 58  | Pro Technik Racing               | Sam Shalala Matt Turner Robby McGehee Mark Hillestad Jim Matthews                           | Porsche 993                | G      | 420    |
| 35   | GTS-1  | 10  | Puleo Racing                     | Anthony Puleo Ernst Gschwender Don Kitch jr. Mark Kennedy Craig Conway                      | Chevrolet Camaro           | ?      | 391    |
| DNF  | GTS-1  | 15  | Team Argentina                   | Facundo Gilbicella Luis Delconte Edgardo Raul Petrich Eduardo Lavari                        | Oldsmobile Cutlass Supreme | ?      | 377    |
| 37   | GTS-2  | 25  | Alex Job Racing                  | Anthony Lazzaro Gerry Jackson Peter Faucetta Angelo Cilli                                   | Porsche 911                | ?      | 359    |
| 38   | GTS-2  | 57  | Kryderacing                      | Reed Kryder Christian Heinkélé Guy Kuster Manfred Jurasz Frank Del Veccio                   | Nissan 240SX               | ?      | 358    |
| DNF  | GTS-2  | 52  | Andy Strasser                    | Andy Strasser Kevin Wheeler Dave Russell Rick Peplin Alan Ludwig                            | Porsche 911 Carrera RSR    | ?      | 341    |
| DNF  | GTS-1  | 64  | Mel A. Butt                      | Mel Butt Jim Higgs Dave McTureous Ronald Zitza                                              | Chevrolet Camaro           | ?      | 321    |
| DNF  | GTS-1  | 91  | Rock Valley Oil & Chemical Co.   | Stu Hayner John Heinricy Roger Schramm Ron Nelson                                           | Chevrolet Camaro           | ?      | 306    |
| DNF  | GTS-2  | 88  | Douglas Campbell                 | Douglas Campbell Carlos Fronti Ralph Thomas Amos Johnson                                    | Mazda RX-7                 | ?      | 300    |
| DNF  | GTS-1  | 01  | Rohr Corp.                       | Hurley Haywood Scott Goodyear John O'Steen David Murry                                      | Porsche 911 GT2            | ?      | 284    |
| DNF  | GTS-1  | 09  | Konrad Motorsport                | Bernd Netzeband Andre Lara-Resende André Ahrlé Karel Dolejší                                | Porsche 911 GT2            | ?      | 281    |
| DNF  | GTS-1  | 49  | Don Shaver                       | Don Shaver Stanton Barrett Jack Willes                                                      | Chevrolet Camaro           | ?      | 272    |
| DNF  | GTS-1  | 89  | Lister Racing                    | Geoff Lees Kenny Acheson Tiff Needell                                                       | Lister Storm GTS           | M      | 254    |
| DNF  | GTS-2  | 70  | Heico Motorsport                 | Dirk Ebeling Karl-Heinz Wlazik Markus Oestreich Ulli Richter                                | Porsche 993                | ?      | 231    |
| DNF  | GTS-2  | 46  | Rob Collings                     | James Nelson Mark Greenberg Nort Northam John Drew Rob Collings                             | Porsche 911 Carrera RSR    | ?      | 231    |
| DNF  | WSC    | 36  | Wheel Works Racing               | Eric van de Poele Rick Sutherland Jean-Paul Libert Steve Fossett                            | Courage C41                | ?      | 209    |
| DNF  | GTS-1  | 1   | Brix Racing                      | Irv Hoerr Brian Cunningham Mike Borkowski Darin Brassfield                                  | Oldsmobile Aurora          | G      | 207    |
| DNF  | GTS-1  | 90  | Riggins Competition              | Andy Petery Les Delano Tommy Riggins Craig Carter                                           | Oldsmobile Cutlass Supreme | ?      | 204    |
| DNF  | GTS-1  | 84  | Team Viper                       | José Close Bertrand Balas Thierry Lecerf Marco Spinelli Bob Hebert                          | Dodge Viper RT/10          | M      | 203    |
| DNF  | GTS-2  | 07  | Prototype Technology Group, Inc. | Dieter Quester Manfred Wollgarten Pete Halsmer                                              | BMW M3 E36                 | ?      | 198    |
| DNF  | GTS-1  | 74  | Champion Porsche                 | Hans-Joachim Stuck Thierry Boutsen Bill Adam                                                | Porsche 911 GT2            | ?      | 181    |
| DNF  | WSC    | 2   | Screaming Eagles Racing          | Johnny O'Connell Craig T. Nelson Dan Clark Case Montgomery                                  | Riley & Scott Mk. III      | ?      | 180    |
| DNF  | GTS-2  | 66  | GT Racing Team                   | Jürgen von Gartzen Bruno Michelotti Gualtiero Garibaldi Luigino Pagotto                     | Porsche 993 Carrera RSR    | ?      | 174    |
| DNF  | WSC    | 7   | Bobby Brown Motorsports          | Elliott Forbes-Robinson John Schneider Don Bell Lon Bender                                  | Spice HC94                 | ?      | 159    |
| DNF  | GTS-1  | 97  | Canaska/Southwind                | George Robinson Éric Bachelart Trevor Seibert Victor Sifton                                 | Dodge Viper GTS-R          | M      | 157    |
| DNF  | GTS-1  | 05  | Monaco Racing                    | Olivier Grouillard Derek Hill Gildo Pallanca Pastor                                         | Bugatti EB 110             | M      | 154    |
| DNF  | GTS-2  | 67  | Hendricks Porsche                | Jeff Purner Dave White Karl Singer Charles Coker                                            | Porsche 964 Carrera RSR    | ?      | 123    |
| DNF  | WSC    | 33  | Fab Factory Motorsports          | John Mirro Rick Fairbanks                                                                   | Kudzu DG-2                 | ?      | 109    |
| DNF  | WSC    | 3   | Scandia Engineering              | Mauro Baldi Michele Alboreto Fermín Vélez                                                   | Ferrari 333 SP             | ?      | 106    |
| DNF  | GTS-1  | 02  | Rohr Corp.                       | Jochen Rohr Herbert Schuerg Axel Rohr Carl Rosenblad                                        | Porsche 911 Turbo          | ?      | 105    |
| DNF  | GTS-1  | 08  | Konrad Motorsport                | Wido Rössler Antônio Hermann Franz Konrad                                                   | Porsche 911 GT2            | ?      | 105    |
| DNF  | GTS-1  | 77  | Tim Banks                        | Tim Banks Mark Montgomery Bob Hundredmark Steve Goldin Pascal Dro                           | Oldsmobile Cutlass Supreme | ?      | 96     |
| DNF  | GTS-1  | 56  | Martin Snow                      | Martin Snow Dennis Aase Jorge Trejos P.J. Jones                                             | Porsche 911 GT2            | P      | 91     |
| DNF  | WSC    | 38  | Pegasus Racing                   | Jon Field Juan Carlos Carbonell Jim Briody                                                  | Pegasus NPTI               | ?      | 86     |
| DNF  | GTS-2  | 27  | Tim Vargo                        | Jack Refenning Tim Vargo                                                                    | Porsche 993 Carrera RSR    | ?      | 75     |
| DNF  | GTS-1  | 72  | Champion Porsche                 | Derek Bell John Fergus Dorsey Schroeder                                                     | Porsche 964 Turbo          | ?      | 71     |
| DNF  | GTS-1  | 40  | Freisinger Motorsport            | Wolfgang Kaufmann Yukihiro Hane Edgar Dören Klaus Scheer                                    | Porsche 993 Carrera RSR    | ?      | 48     |
| DNF  | WSC    | 22  | Target 24                        | Guido Daccò Alex Caffi Fabio Montani Gabrio Rosa                                            | Chevron B73                | ?      | 48     |
| DNF  | WSC    | 16  | Dyson Racing                     | Andy Wallace Rob Dyson                                                                      | Riley & Scott Mk. III      | G      | 43     |
| DNF  | GTS-1  | 62  | Tom Curren                       | Billy Bies Dave Perelle Tom Curren Jimmy Hildock                                            | Oldsmobile Cutlass         | ?      | 39     |
| DNF  | GTS-2  | 93  | Ecuador Mobil 1 Racing           | Henry Taleb Jean-Pierre Michelet Wilson Amador Rob Wilson Daniel Urrutia                    | Nissan 240SX               | ?      | 28     |
| DNF  | GTS-1  | 87  | John Annis                       | John Annis David Donavon Jerry Gillis David LaCroix Gary Tiller Dana Webster                | Chevrolet Camaro           | ?      | 8      |
| DNF  | WSC    | 9   | Auto Toy Store, Inc.             | Justin Bell Stanley Dickens John Shapiro Morris Shirazi Gustl Sprent                        | Spice SE90                 | ?      | 7      |
| DNS  | WSC    | 31  | Momo Corse                       | Bill Auberlen Tim Hubman John Morton Max Papis Gianpiero Moretti                            | Ferrari 333 SP             | Y      | 0      |
| DNS  | WSC    | 37  | Pegasus Racing                   | Giuseppe Bacigalupe Juan Gac Maurício Perrot Tim Richardson                                 | Pegasus NPTI               | G      | 0      |
| DNS  | GTS-1  | 44  | Jacobs Motorsports               | Michael Jacobs Brent Cross Michael Duffy Pat Sessions                                       | Pontiac Firebird           | ?      | 0      |
| DNS  | WSC    | 94  | Butch Brickell                   | Jim Guthrie                                                                                 | Banshee LNI-1              | ?      | 0      |

1962 · 1963 · 1964 · 1965 · 1966 · 1967 · 1968 · 1969 · 1970 · 1971 · 1972 · 1973 · 1974 · 1975 · 1976 · 1977 · 1978 · 1979 · 1980 · 1981 · 1982 · 1983 · 1984 · 1985 · 1986 · 1987 · 1988 · 1989 · 1990 · 1991 · 1992 · 1993 · 1994 · 1995 · 1996 · 1997 · 1998 · 1999 · 2000 · 2001 · 2002 · 2003 · 2004 · 2005 · 2006 · 2007 · 2008 · 2009 · 2010 · 2011 · 2012 · 2013 · 2014 · 2015 · 2016 · 2017 · 2018 · 2019 · 2020 · 2021 · 2022 · 2023 · 2024 · 2025